# Xylota silvicola
Xylota silvicola är en tvåvingeart som beskrevs av Mutin 1987. Xylota silvicola ingår i släktet vedblomflugor, och familjen blomflugor. Inga underarter finns listade i Catalogue of Life.